# Олимпийский комитет Словении
Олимпийский комитет Словении (словен. Olimpijski komite Slovenije) — организация, представляющая Словению в международном олимпийском движении. Основан в 1991 году; зарегистрирован в МОК в 1993 году.
Штаб-квартира расположена в Любляне. Является членом МОК, ЕОК и других международных спортивных организаций. Осуществляет деятельность по развитию спорта в Словении.